# Teufelsbackofen (Höhle)
Der Teufelsbackofen ist eine etwa 1,5 m hohe, künstlich angelegte Höhle im Südosten des Nürnberger Stadtteils Moorenbrunn. Der ursprüngliche Name war Teifels-Bachoffen, entstammt also wohl eher der Gewässerquelle als der Backwarenherstellung.

## Geschichte
Der Teufelsbackofen wurde im Mittelalter zum Abbau von Stubensand genutzt. In den 1930er Jahren wurden in der Höhle archäologische Grabungen durchgeführt, die möglicherweise sowohl mittelalterliche als auch vorgeschichtliche Keramik bereits aus der Latènezeit aufzeigten. Das Gelände ist als Bodendenkmal mit der Aktennummer D-5-6633-0068 geschützt.

## Lage
In der Nähe der Höhle entspringt im Lorenzer Reichswald der Obere Brandgraben. Nördlich führt die Bundesautobahn 6 mit der Anschlussstelle Nürnberg-Langwasser vorbei. Südlich befindet sich ein Industriegebiet. Das Gelände wurde von 1967/68 bis zum Anfang der 1990er Jahre von der US-Army als Flugplatz genutzt. Unmittelbar südlich verläuft im Forst Kleinschwarzenlohe die Gemeindegrenze zum Markt Wendelstein.